# Shifang
Shifang (什邡市S, ShífāngP) è una città-contea della Cina, situata nella provincia di Sichuan e amministrata dalla prefettura di Deyang.